# Reg Higgins
Pas d'image ? Cliquez ici

a Compétitions nationales et continentales officielles uniquement.

b Matchs officiels uniquement.
Dernière mise à jour le 5 octobre 2013.
Reginald Higgins dit Reg Higgins, né le 11 juillet 1930 à Widnes (Angleterre) et mort le 29 décembre 1979 à Frodsham (Angleterre), est un joueur de rugby à XV, qui a évolué avec l'équipe d'Angleterre, jouant au poste de troisième ligne aile.
Il fait partie de l'équipe d'Angleterre qui remporte le Grand Chelem sans le Tournoi des Cinq Nations 1957, le premier Grand Chelem depuis les années 1920.

## Biographie
Reg Higgins dispute son premier test match le 16 janvier 1954, à l’occasion d’un match contre l'équipe du pays de Galles, et le dernier contre l'équipe du pays de Galles le 17 janvier 1959.

## Statistiques

### En équipe nationale
- 13 sélections  avec l'équipe d'Angleterre
- 6 points (2 essais)
- Sélections par année : 4 en 1954, 4 en 1955, 4 en 1957, 1 en 1959
- Tournois des Cinq Nations disputés :  1954, 1955, 1957, 1959

### Avec les Lions britanniques
- 1 sélection avec les Lions (tournée de 1955).

## Palmarès
- Angleterre
  - Vainqueur du Tournoi des Cinq Nations en 1957 (Grand Chelem)